# Technika drzwi zatrzaśniętych przed nosem
Drzwi zatrzaśnięte przed nosem (ang. door-in-the-face) – w psychologii społecznej: jedna z sekwencyjnych technik wpływu społecznego, która polega na poprzedzeniu prośby zasadniczej, większą, bardzo trudną do spełnienia. Formułujący prośbę oczekuje, że adresat, po odrzuceniu wstępnej prośby, chętniej zgodzi się na spełnienie drugiej, relatywnie mniejszej. Przykładami praktycznego użycia techniki są negocjacje (wstępna prośba nie powinna być jednak odebrana jako nierealistyczna) czy sprzedaż bezpośrednia (prośba o dane teleadresowe znajomych klienta, po tym jak odmówił kupna produktu).

## Weryfikacja czynników wpływających na skuteczność
Skuteczność drzwi zatrzaśniętych przed nosem badano w zależności od wielu czynników: 
- Wielkość zasadniczej prośby – im trudniejsza jest do spełnienia zasadnicza prośba, tym bardziej warto używać techniki drzwi zatrzaśniętych przed nosem. Stosowanie metody w wypadku łatwych do spełnienia próśb może dać efekt odwrotny od zamierzonego[4][5].
- Intencja vs zachowanie – większość eksperymentów mierzy intencje badanych (np. werbalna zgoda; kliknięcie hiperlinku, który prowadzi do strony internetowej z możliwością donacji) zamiast rzeczywistego zachowania. Analizy wskazują, że ogólna efektywność metody wykazywana jest w wypadku pierwszej grupy badań[5].
- Podobieństwo próśb – technika jest skuteczna niezależnie od tego czy prośby dotyczą tego samego zachowania (np. prośba o pożyczenie większej, a następnie mniejszej kwoty pieniędzy), czy różnych (np. prośba o zapisanie się na wolontariat, a następnie – o niewielką darowiznę)[5].
- Jeden odbiorca pomocy vs dwaj różni – badano, czy fakt, że zyskiwać na spełnieniu drugiej prośby będzie inna osoba (lub organizacja), niż ta, która miałaby być beneficjentem pierwszej prośby, będzie wpływać na efektywność techniki. Wyniki badań wskazują, że lepiej, by beneficjent był ten sam[5].
- Jeden proszący vs dwaj różni – jeśli obie prośby składa jedna osoba, to efekt techniki zwiększa się. Wprowadzenie różnych proszących może wiązać się ze spadkiem prawdopodobieństwa uzyskania zgody[4][5].
- Prospołeczny charakter prośby – technika wydaje się być efektywna, gdy prośby są prospołeczne w porównaniu do próśb o charakterze komercyjnym[5].
- Odstęp czasowy – wprowadzenie przerwy czasowej pomiędzy prośbami niweluje efektywność metody[4][5].
- Środki komunikacji – metoda jest skuteczna w komunikacji bezpośredniej i pośredniej (np. telefonicznej, online)[5].
- Normy etyczne – technika może okazać się przeciwskuteczna, gdy spełnienie próśb mogłoby wiązać się z naruszeniem norm etycznych (np. prośba o podpisanie petycji w sprawie usunięcia miejsc parkingowych dla osób niepełnosprawnych, poprzedzona prośbą o pomoc przy zbieraniu podpisów w tej sprawie)[6].

## Przyczyny skuteczności
Skuteczność techniki interpretowana jest za pomocą różnych mechanizmów psychologicznych:
- Reguła wzajemności – partnerzy interakcji mogą czuć się zobligowani do zachowania się zgodnie z normą wzajemnych ustępstw (dobrze widziane jest, by zachowywać symetrię w interakcjach społecznych). Sformułowanie drugiej, łatwiejszej prośby po uzyskaniu odmowy, może być spostrzegane jako ustępstwo, na które również wypada opowiedzieć ustępstwem (którym może być zgoda na spełnienie łatwiejszej prośby)[2][3]. Jest to interpretacja zaproponowana przez autorów pierwszego eksperymentu badającego efektywność techniki[1], choć jest podważana przez część badaczy[6][5].
- Poczucie winy – wyjaśnienie najczęściej podawane jako alternatywne wobec mechanizmu reguły wzajemności. Zgoda na spełnienie drugiej prośby ma być wynikiem poczucia winy odczuwanego przez odmawiającego. Za przyjęciem tego mechanizmu wyjaśniającego ma przemawiać fakt, że efektywność techniki spada, gdy prośba ma charakter komercyjny (w porównaniu do prospołecznej) i wraz z wydłużającym się czasem pomiędzy prośbami (emocje mają tendencję do szybkiego wygasania). Wyniki badań weryfikujących tę interpretację nie są jednak jednoznaczne[2][6][5].
- Odpowiedzialność społeczna – zgoda na spełnienie drugiej prośby nie ma wynikać ze wzbudzonego poczucia winy lub ze spostrzegania zdarzenia jako swoistych negocjacji, lecz ma być skutkiem zinterpretowania sytuacji proszącego jako wymagającego pomocy. Adresat prośby ma kierować się wzbudzonym poczuciem społecznej odpowiedzialności („należy pomagać innym”). Nie ma jednak badań, które bezpośrednio potwierdzałyby ten mechanizm wyjaśniający[6][5].
- Efekt kontrastu – pierwsza bardzo duża prośba powoduje, że właściwa prośba wydaje się o wiele mniejsza. Przykładowo, prośba o pożyczenie 10 złotych, po odmowie pożyczenia 50 złotych, będzie spostrzegana jako mniejsza, niż bezpośrednia prośba o pożyczkę 10 złotych[3]. Badania potwierdzają mechanizm tylko w ograniczonym zakresie[6].